# 굶주림 계획
굶주림 계획(독일어: der Hungerplan)은 제2차 세계 대전 중 나치 독일의 관료들이 소비에트 연방으로부터 식량을 빼앗아 독일군과 독일 민간인들에게 제공하기 위해 구상한 부분적으로 실행된 계획이다. 1941년 소련 침공 이후 이 계획은 수백만 명의 소련 시민들을 굶주림으로 죽게 만드는 집단학살 과정을 수반했으며, 의도적인 정책적 행위로 기근을 만들어내 수백만 명의 사람들을 죽였다.
굶주림 계획은 1941년 5월 2일 슈타트세크레테레(Staatssekretäre) 회의에서 독일 고위 관료들이 국방군(Wehrmacht)의 소련 침공과 나치 독일의 말살 전쟁(Vernichtungskrieg)을 준비하면서 처음 수립되었다. 대량 학살 수단은 여러 문서에서 언급되어 있는데, 그 중 하나가 괴링의 녹색 폴더(Grüne Mappe)로 알려졌다. 이 굶주림 계획의 일환으로 나치당원들은 점령지에서 식량을 확보하여 국방군에 공급하고 독일의 전쟁경제에 활력을 불어넣으라는 명령을 받았고, 또한 계획은 독일의 전쟁경제를 뒷받침 하기 위해 광범위한 지역에서 자원을 착취하는 것 외에도 동유럽에 인위적인 기근을 조성하여 3,100만에서 4,500만 명에 달하는 사람들이 사망하도록 만들었다.

## 배경
1930년대 독일은 다른 유럽 국가들처럼 자급자족하지 못했고, 국민들을 먹이기 위해 수입에 의존했는데, 이는 제2차 세계 대전이 발발하면서 군대가 농민들을 징집하고, 트랙터와 말을 징발하고, 연료를 수탈하면서 상황은 더 악화되었다. 전반적인 식량 소비 자체를 줄여야 했으며, 1941년 비축 곡물에 소진되고 유럽 대부분을 점령한 나치는 대부분의 점령지가 순수 식량 수입국이었다는 사실을 알게 되었고 상황은 더 악화되었다.
특히 아돌프 히틀러를 비롯한 독일 지도부는 식량 소비 감소가 민간 사회의 사기에 미치는 영향에 대해 매우 우려했으며, 제1차 세계 대전 중 연합국이 독일을 봉쇄한 것이 독일이 전쟁에서 패배한 가장 큰 원인 중 하나라고 생각했다. 따라서 이들은 점령지의 민간인 생명을 희생하더라도 독일 본토의 식량 공급을 보존하는 것이 필수적이라고 생각했으며, 이러한 지도부의 생각은 유대인과 소련인들에 대한 강력한 인종주의와 전시 식량 위기가 결합되며 치명적인 결과를 낳았다. 굶주림 계획은 실질적 필요성과 이념적 필요성을 모두 갖추었다.

## 계획

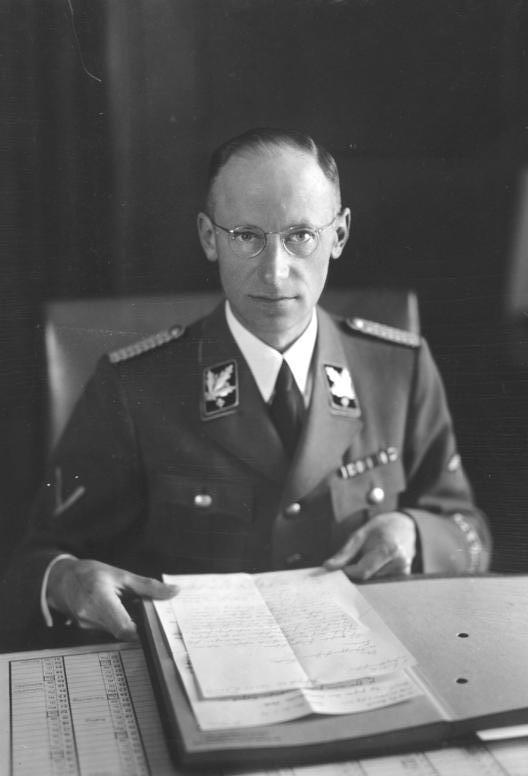
굶주림 계획의 설계자인 헤르베르트 바케의 모습.

굶주림 계획의 설계자는 헤르베르트 바케였다. 바케는 하인리히 힘러를 포함한 다른 이들과 함께 독일 본토의 식량 공급을 확보하기 위해 노력하는 나치당 내 파벌을 이끌었다. 굶주림 계획은 히틀러가 1940년 12월 소련을 침공하겠다고 발표하자마자 승인되었을 수 있으며, 확실한 것은 1941년 5월 2일부터 계획 논의가 시작되었으며 모든 주요 나치 독일 국가 부처와 게오르크 토마스 장군이 이끄는 국방군최고사령부(OKW) 경제 사무소에서 논의하기 시작했다는 것이다. 러시아 내 철도의 사용 가능 양의 부족, 도로 운송의 부적절함, 연료 부족으로 인해 독일군은 점령한 소련 서부 지역에서 생계를 해결해야 했다.

1941년 5월 2일 소련 침공을 위한 병참 계획을 담당하는 상임 비서관과 기타 나치당 고위 간부, 국가 공무원과 군 장교 회의에서 다음과 같은 결론이 내려졌다.
1. 전쟁은 전쟁 3년 동안 독일군 전체가 러시아에서 식량을 공급받아야만 진행될 수 있다.
2. 우리가 필요한 것을 국외로 빼돌린다면 수천만 명의 사람들이 굶어 죽을 것이라는 건 의심할 여지가 없는 사실이다.

회의록은 소련 점령을 위한 독일의 계획을 잘 보여준다. 이 회의록은 지역 주민 대부분을 살리거나 죽게 만드는 의도적인 결정을 논리적이고 불가피한 것으로 여기며 제시한다. 회의 3주 후인 1941년 5월 23일 작성된 곧 점령될 소련 영토의 경제적, 농업적 착취에 직접적인 책임이 있는 경제 참모부 소속 한스 요아킴 리케의 농업 부문에 대한 경제 정책 지침은 다음과 같다.
이 나라의 수천만 명의 사람들이 불필요하게 죽거나 시베리아로 이주해야 할 것이다. 흑토 지대에서 잉여분을 얻어 그곳의 인구를 굶어 죽는 것으로부터 구출하려는 시도는 [...] 독일이 전쟁이 종전될 까지 버틸 가능성을 없앤다.
우크라이나의 곡물 잉여분이 향할 방향은 "자급자족" 독일이라는 비전에서 특히 잘 드러난다. 1939년 8월 히틀러는 "지난 전쟁 때처럼 아무도 우리를 다시 굶기게 하지 못하게 하기 위해 우크라이나가 필요하다."고 말했다. 그러나 우크라이나는 독일의 문제를 해결할 만큼 수출할 곡물을 충분히 생산하지 못했으며, 독일 본토에 식량을 공급하기 위해 우크라이나의 잉여 생산물을 얻으려면 다음과 같은 것들이 필요했다.
1. 독일 정권이 불필요한 인구(유대인과 키이우의 시민처럼 식량을 전혀 공급받지 못하는 우크라이나 대도시의 사람들)로 인식한 사람들을 말살해야 한다.[13]
2. 나머지 도시에서 우크라이나인의 배급량을 극도로 줄여야 한다. 그리고,
3. 농민들이 소비하는 식량을 줄여야 한다.[1]
4. 소련 북부와 남부에 곡물 부족 지대를 만든다. 우크라이나가 위치한 남부 곡물 지대는 독일로 보낼 잉여 곡물을 생산할 것이다. 대신 도시와 산업 중심지가 있는 북부 지대는 굶주리게 될 것이다.[14]

헤르베르트 바케는 이 계획을 논의하면서 러시아에 2천만에서 3천만 명의 "잉여 인구"가 있다고 언급했다. 만약 그 인구에 식량 공급을 제공하지 않는다면 이 식량은 진군하는 독일군과 독일 시민들을 위해 사용할 수 있었다. 당시 소련에는 막 산업화가 진행되어 수백만 명의 도시 인구가 생겨났다. 소련인들 사이에 큰 고통이 예상되었고, 독일 점령의 첫 해에 수천만 명이 사망할 것으로 예상되었다. 신중하게 계획된 기근은 독일 전역 식량 공급에 필수적인 부분이 되었고, 독일 지도부는 굶주림 계획이 없이는 소련에 대한 공격이 성공할 수 없다고 판단했다. 역사학자 게신 게르하르트는 독일 농업 관료들은 유럽 식량 위기를 "바람직하지 않은" 소련 인구를 근절하는 방법을 통해 해결할 수 있다고 보았다고 말했다.

## 계획의 영향

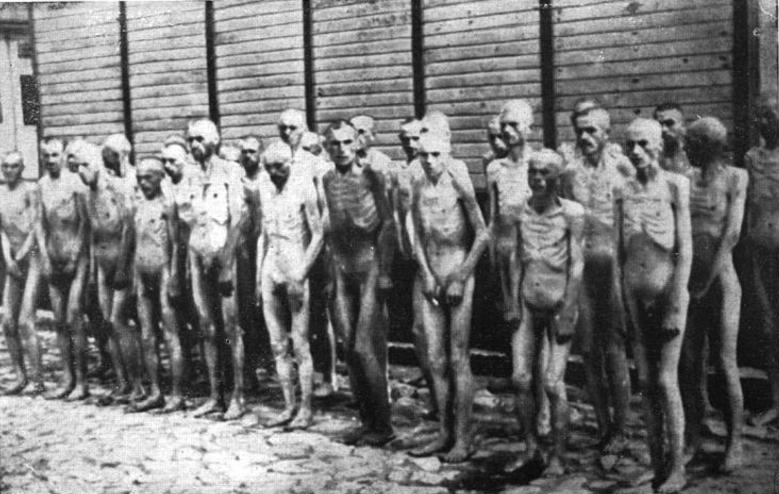
날짜 미상인 마우트하우젠 강제 수용소의 알몸의 소련 포로.

굶주림 계획은 소련의 독일 점령 지역에서 수백만 명의 시민을 죽였다. 역사학자 티머시 스나이더는 "420만 명의 소련 시민(대부분 러시아인, 벨라루스인, 우크라이나인)이 1941년부터 1944년에 독일 점령군에 의해 굶어 죽었다."고 추정한다. 기아 비율은 나치가 게토로 강제 이주시킨 유대인들과 독일 정부 통제 하에 있는 소련 전쟁 포로 사이에서 특히 높았고, 유대인은 계란, 버터, 우유, 고기, 과일을 사는 것이 금지되었다. 민스크와 육군 중부 집단군 통제 하에 있는 다른 도시의 유대인을 위한 배급량은 하루에 420 칼로리 (1,800 kJ)을 넘기지 않았으며, 수만 명의 유대인들이 1941년~1942년 겨울 동안 굶주림과 굶주림 관련 원인으로 사망했다.
독일에 잡힌 소련의 전쟁 포로의 사망률에 대해 가장 신뢰할 수 있는 수치는 1941년 6월과 1945년 2월 사이에 포로로 570만 명이 잡히고 이 중에서 330만 명이 사망했다고 기록하고 있으며, 사망한 대부분이 직간접적으로 굶어 죽었다는 것을 보여준다. 이 330만 명 중 200만 명은 1942년 2월 초까지 이미 사망했다. 엄청난 수의 사망자는 소련 포로들을 대상으로 한 의도적인 굶주림 작전 정책의 결과였다. 독일의 지도부는 전쟁의 첫 8주 동안 최대 200만 명을 포로로 잡아서 식량을 주어야 할 것으로 예상했으며, 이는 1940년 프랑스 공방전 때와 거의 같은 수였다. 독일에 포로로 잡혀 죽은 프랑스, 벨기에, 네덜란드인의 수는 소련인 사망자 수에 비해 극히 적었다.
1941년 말까지 일부 지역의 모든 민간인을 굶기려는 계획은 독일 군사 작전의 실패와 대규모 군비 동원을 하지 않고서는 도시로의 식량 공급을 완전히 차단할 수 없기 때문에 실패했다. 고립된 경우를 제외하고 독일군은 점령된 소련 도시에 대한 '식량 봉쇄'를 시행하고 식량을 압수할 인력이 부족했다. 또한 독일군은 비옥한 우크라이나의 곡물 창고에서 곡물 재고를 상당히 보충할 수 있었던 동시에, 소련군의 곡물 보충을 차단하여 백만 명이 사망한 레닌그라드 포위전처럼 소련군의 곡물 보충을 차단하여 심각한 기근을 발생시켰다. 그리고 독일군은 점령한 우크라이나에서 키이우와 하르키우에 굶주림 계획을 시행하려고 시도했으며, 독일 점령 기간 동안 하르키우 주민 약 8만 명이 굶어 죽었다. 또한 식량 부족은 소련인들과 독일의 강제 수용소 수감자들 사이에서 굶주림을 심화시켰다.

## 다른 독일 점령지의 기아

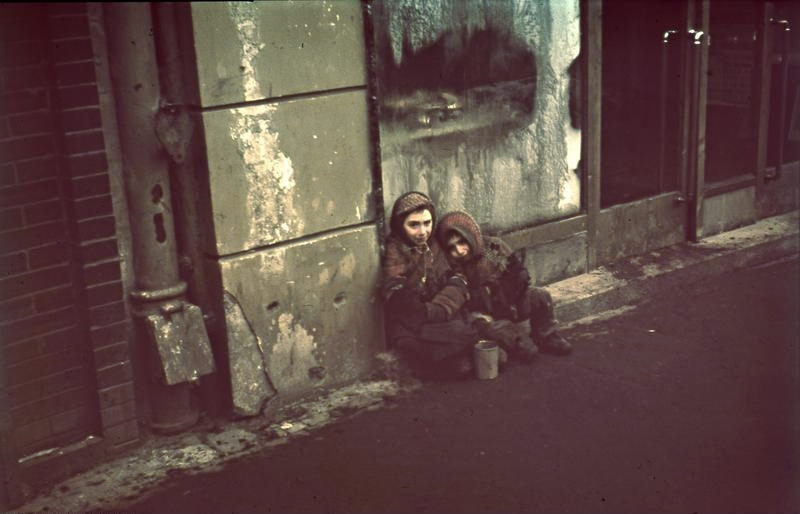
게토의 아이들.

소련의 도시와 곡물이 부족한 지역의 주민들을 대상으로 한 굶주림 계획은 독특했는데, 이는 나치가 다른 독일 점령지의 주민들을 상대로 이와 유사한 계획을 수립하지 않았기 때문이다. 그러나 이러한 의도적인 굶주림 계획이 다른 지역에서 시행되지 않았음에도 불구하고, 독일 점령지에서 기근은 30만 명의 그리스인이 사망한 그리스와 총독부에서도 발생했다. 소련과 달리 폴란드에서는 게토, 특히 바르샤바 게토에 있는 유대인 인구에서만 피해가 있다가 전쟁 말기에 들어서 폴란드인들에게도 식량 부족이 발생했다. 정치학자 라울 힐베르크는 "점령된 폴란드 전체에서 50만~60만 명의 유대인이 게토와 강제 수용소에서 사망했다"고 추정했으며, 그 이유 중 하나는 굶주림 때문이었다. 1943년 초, 폴란드의 독일 총독 한스 프랑크는 이 계획이 폴란드에서 실행된다면 300만 명의 폴란드인이 굶주림에 직면할 것이라고 추정했으며, 그 해 8월부터 바르샤바에 곡물 공급이 차단되었다. 오직 1943년과 1944년의 동부 전선 붕괴만이 폴란드인들을 굶주림에서 구했다. 서유럽은 독일의 식량 분배에서 3순위였으며, 프랑스와 서부의 다른 점령지에서도 일부 식량이 수탈되었지만 동부 전선에서처럼 대량 학살적 굶주림은 일어나지 않았다. 서유럽에서 기근은 1944년~1945년 네덜란드 기근 동안 독일이 네덜란드로 운송하는 것을 금지하면서 사망한 22,000명을 제외하고는 비교적 덜 발생했다.
1941년 중반까지 폴란드의 독일인 소수민족은 하루에 평균적으로 2,613 킬로칼로리 (10,930 kJ)의 식량을, 폴란드인들은 699 킬로칼로리 (2,920 kJ)을, 게토의 유대인들은 184 킬로칼로리 (770 kJ)의 식량을 배급받았다. 유대인들에 대한 배급량은 성인 남성의 일일 필요 열량의 7.5%에 불과했고, 폴란드인들에 대한 배급량은 26%에 불과했다. 독일인에게 할당된 배급량만이 그들의 일일 열량 섭취량을 충분히 충족시켰다.

## 같이 보기
- 드랑 나흐 오스텐
- 유대인 문제에 대한 최종 해결책
- 게네랄플란 오스트
- 소련의 전쟁 포로에 대한 독일의 잔혹 행위
- 독일이 저지른 전쟁 범죄
- 홀로코스트
- 홀로도모르
- 신질서 (나치즘)
- 독일 국방군의 전쟁 범죄

### 참고 문헌
- Gerhard, Gesine (2009). “Food and Genocide: Nazi Agrarian Politics in the Occupied Territories of the Soviet Union”. 《Contemporary European History》 18 (1): 45–65. doi:10.1017/S0960777308004827. JSTOR 40542587. S2CID 155045613. 2015년 6월 7일에 확인함.
- Hilberg, Raul (1961). 《The Destruction of the European Jews》. Chicago: Quadrangle Books. OCLC 802965224.
- Kay, Alex J. (2006a). 《Exploitation, Resettlement, Mass Murder: Political and Economic Planning for German Occupation Policy in the Soviet Union, 1940–1941》. Studies on War and Genocide 10. New York, Oxford: Berghahn Books. 134쪽. ISBN 1-84545-186-4.
- Kay, Alex J. (2006b). “Germany's Staatssekretäre, Mass Starvation and the Meeting of 2 May 1941”. 《Journal of Contemporary History》 41 (4): 685–700. doi:10.1177/0022009406067750. JSTOR 30036414. S2CID 145055706.
- Kay, Alex J. (2010). “Verhungernlassen als Massenmordstrategie: Das Treffen der deutschen Staatssekretäre am 2. Mai 1941” [Starvation as a strategy for mass murder: The meeting of the German state secretaries on May 2nd]. 《Zeitschrift für Weltgeschichte》 (독일어) 11: 81–105. doi:10.3726/84531_81.
- Streit, Christian (1997). 《Keine Kameraden: Die Wehrmacht und die sowjetischen Kriegsgefangenen, 1941–1945》 [No Comrades: The Wehrmacht and the Soviet Prisoners of War, 1941–1945] (독일어) 4 revis판. Bonn: Dietz.
- Tooze, A. (2006). 《The Wages of Destruction》. London: Allen Lane. ISBN 0-670-03826-1.

## 같이 읽기
- Wigbert Benz: Der Hungerplan im "Unternehmen Barbarossa" 1941. Wissenschaftlicher Verlag Berlin, Berlin 2011, ISBN 978-3-86573-613-0.
- Lizzie Collingham: The Taste of War: World War Two and the Battle for Food. Allen Lane, 2011, ISBN 978-0-7139-9964-8.
- Christian Gerlach: Kalkulierte Morde. Die deutsche Wirtschafts- und Vernichtungspolitik in Weißrussland 1941 bis 1944. Hamburger Edition, Hamburg 1998, ISBN 3-930908-54-9.
- Kay, Alex J. (2012). 〈'The Purpose of the Russian Campaign is the Decimation of the Slavic Population by Thirty Million': The Radicalization of German Food Policy in early 1941〉.   Kay, Alex J.; Rutherford, Jeff; Stahel, David. 《Nazi Policy on the Eastern Front, 1941: Total War, Genocide, and Radicalization》. Rochester Studies in East and Central Europe 9. Rochester, NY: University of Rochester Press. 101–129쪽. ISBN 978-1-58046-407-9.
- Snyder, Timothy (2010). 《Bloodlands: Europe between Hitler and Stalin》. London: The Bodley Head. xiv, 162–188, 411쪽. ISBN 978-0-224-08141-2.
- Cesarean, David. Final Solution: The Fate of the Jews 1933-1949